# Джоти Лакшми
Джотилакшми (там. ஜோதிலட்சுமி; 2 ноября 1948 – 8 августа 2016) — индийская актриса, снимавшаяся в фильмах на телугу, малаялам, каннада и тамильском языках.

## Биография
Родилась в 1948 году в Канчипураме (ныне штат Тамилнад) и была старшей из восьми детей в семье, имея четырёх сестёр и трех братьев.
Она дебютировала в кино в 1963 году с тамильским фильмом Periya Idathu Penn. В 1965 она впервые сыграла в фильме на малаялам (Murappennu), в 1967 — на телугу (Peddakkayya), а в 1968 — на хинди (Payal Ki Jhankar с Кишором Кумаром).
В 1960—1970-х годах она играла центральные женские роли как в паре с ведущими актёрами южно-индийского кино, так и в фильмах ориентированных на героиню. Как искусную танцовщицу её часто приглашали вступить в item-номерах.
В начале 1980-х годов её популярность существенно снизилась, в то время как в кинематограф пришла её младшая сестра Джаямалини.
Всего актриса появилась в более 300 фильмах, среди них — Nai Roshni, Pistolwali и Naag Mani (на хинди); Kunjaali Marakkaar, Nagarame Nandi, Inspector, Kodungallooramma, Alibabayum 41 kallanmaarum, Manushyamrigam и Thadavara (на малаялам).
После ухода из кино актриса вышла замуж за кинооператора Сая Прасада. У супругов есть дочь Джотимина, которая также снимается в индийских фильмах. Скончалась вследствие онкологического заболевания.